# Rajz János

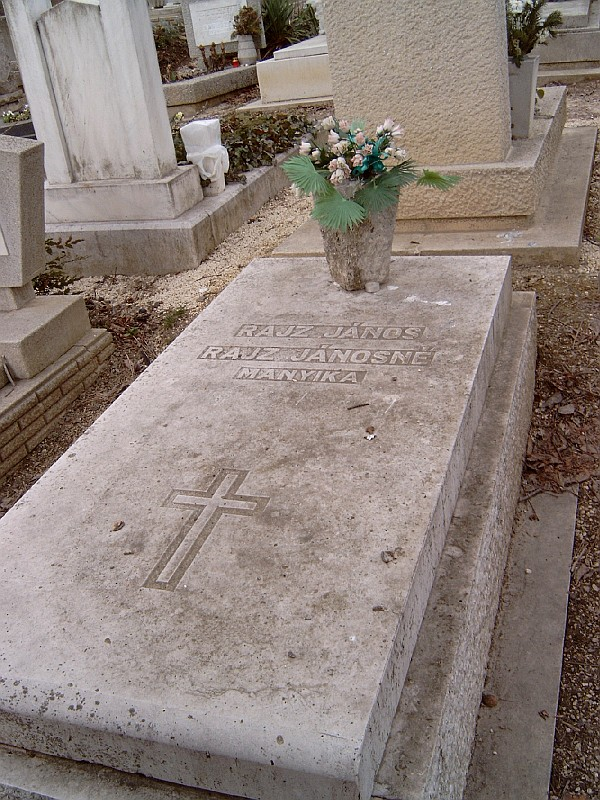
Sírja Budapesten. Farkasréti temető: 25-1-21.

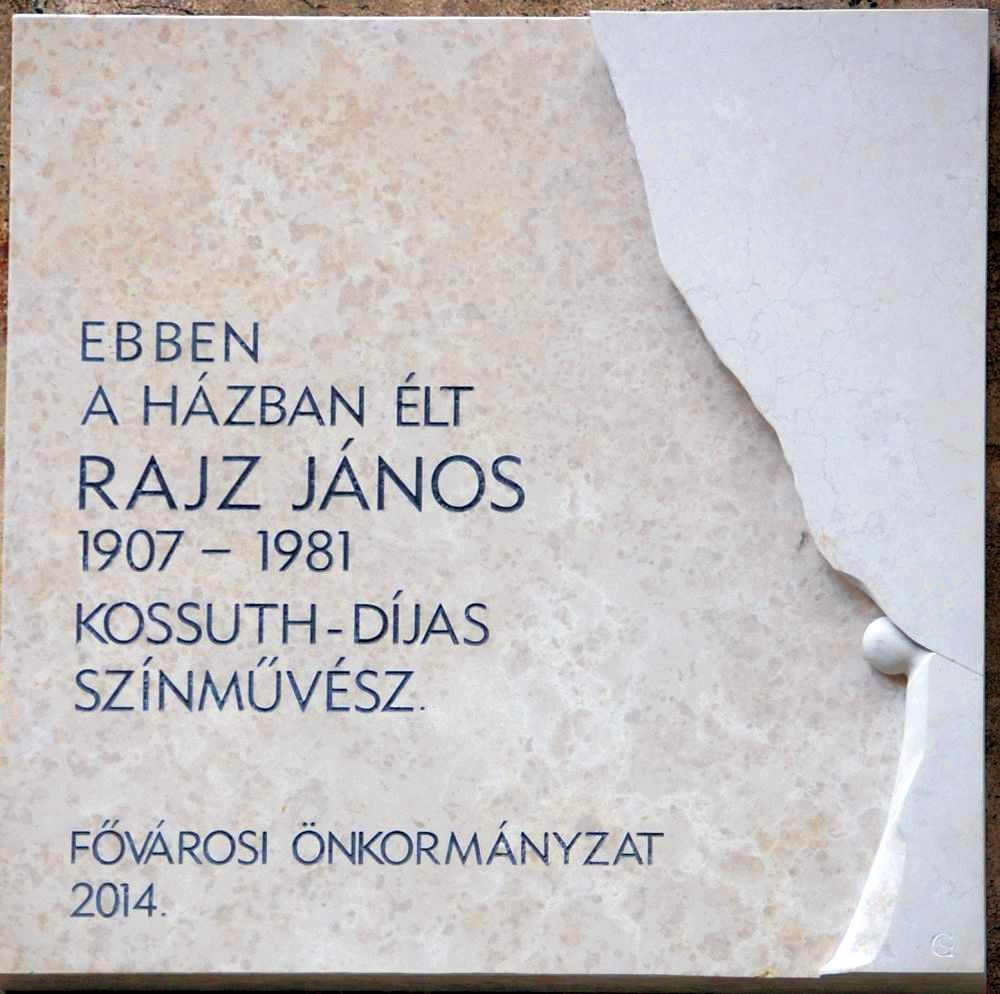
Emléktáblája Budapesten (Bp., V., Galamb utca 3.)

Rajz János, Reisz János Arnold (Budapest, Józsefváros, 1907. február 13. – Budapest, 1981. július 20.) Kossuth- és Jászai Mari-díjas magyar színész.
Szállóigévé vált egyik leghíresebb mondata: „Az a szép ződ gyep. Az fog nekem nagyon hiányozni. Az. A gyep.” (Égigérő fű)

## Életpályája
Rajz Ödön (Reisz Jenő) és vámosfalvi Vámossy Gizella fiaként született. Színészcsaládból származott, szülei és testvérei, Rajz Irén és Rajz Ferenc is színészek voltak. Reisz családi nevét 1918-ban hivatalosan is Rajzra változtatta. Főiskolai végzettség nélkül, 1924-ben, 17 évesen Debrecenben lépett fel először. Színházak, amelyekben játszott: 1925–27-ben Szegeden, 1927–28-ban Debrecenben, 1928–29-ben több vidéki városban, 1929–30-ban a Király Színházban, 1930–31-ben Pozsonyban, 1931–33-ban Kassán, 1933–1939 között Miskolcon, 1939–40-ben Kassán, 1940–41-ben Pécsett, 1941–43-ban Debrecenben, 1943–44-ben Szabadkán, 1944–45-ben Debrecenben, 1945–1951 között a Szegedi Nemzeti Színházban, 1951–52-ben a Magyar Néphadsereg Színházában (fővárosi Vígszínház) játszott.
1952-ben szerződött a Nemzeti Színházhoz, ahonnan 1976-ban ment nyugdíjba.
1943. június 2-án Debrecenben házasságot kötött a nála tíz évvel fiatalabb Süli Margittal (Szeged, 1917. január 20. – Bp., 1974. szeptember 1.).

## Karakterei
Pályáját táncos-komédiásként kezdte, főleg operettekben szerepelt, de néhány évig artistaként is fellépett. A Nemzeti Színházban kiváló karakterformáló képességét értékelték legnagyobbra. Alacsony termetű, jellegzetes, rekedtes orgánumú színész volt, egyszerű megoldásai, emlékezetes jellemábrázolásai, száraz humora tette felejthetetlenné.
Sok filmben és tv-játékban szerepelt, szinkronizált és a rádió is foglalkoztatta. (Szabó Ernő 1966-ban bekövetkezett elhunyta után - a közkívánatra föltámadt - Szabó bácsi szerepét 15 évre, azaz haláláig, mintegy 750 folytatásban, ő vette át A Szabó család című rádió-sorozatban).
1976-ban saját alapítványt hozott létre, a Rajz János-alapítványt.

## Főbb szerepei
- Petrovics hadnagy (Kálmán Imre: A cirkuszhercegnő)
- Inas (Szigeti József: Rang és mód)
- Celestin (Hervé: Nebáncsvirág)
- Hlesztakov (Gogol: A revizor)
- George (John Steinbeck: Egerek és emberek)
- Dudás (Shakespeare: Szentivánéji álom)
- Első gyilkos (Shakespeare: Macbeth)
- Scapin (Molière: Scapin furfangjai)
- Harpagon (Molière: A fösvény)
- Balga (Vörösmarty Mihály: Csongor és Tünde)
- Corvino (Ben Jonson: Volpone)
- Írnok (Németh László: Galilei)
- Kikiáltó (Peter Weiss: Marat/Sade)
- Bíró (Peter Weiss: Vizsgálat)
- Tiszteles (Shaw: Warrenné mestersége)

## Filmjei

### Játékfilmek
- A város alatt (1953) – Vihar
- Liliomfi (1954) – Pandur
- A 9-es kórterem (1955) – Beteg
- Az élet hídja (1955)
- Budapesti tavasz (1955) – Négygyerekes lakó
- Dandin György, avagy a megcsúfolt férj (1955)
- Gábor diák (1955)
- Gázolás (1955) – Csermák Vince
- A császár parancsára (1956, újraforgatva: 1957) – Stitz
- A csodacsatár (1956) – Constantino miniszter
- Az eltüsszentett birodalom (1956) – Bakó
- Dollárpapa (1956) – Hoffmann Tamás
- Melyiket a kilenc közül? (1956) – Inas
- A nagyrozsdási eset (1957) – Csüdör Bálint adóhivatalnok
- Két vallomás (1957)
- Nehéz kesztyűk (1957) – Zsiga
- Don Juan legutolsó kalandja (1958)
- Felfelé a lejtőn (1958) – Pista bácsi, portás
- Szent Péter esernyője (1958) – Gregorics Pál
- Tegnap (1958)
- Vasvirág (1958) – Koldus
- Álmatlan évek (1959)
- Égrenyíló ablak (1959)
- Kard és kocka (1959)
- Kölyök (1959) – Szálloda portás
- Pár lépés a határ (1959)
- Szerelem csütörtök (1959)
- Három csillag (1960) – Portás
- Két emelet boldogság (1960) – Villamosvezető
- Felmegyek a miniszterhez (1961) – Nyóca, elnök
- Két félidő a pokolban (1961) – Lipták
- Puskák és galambok (1961) – Földrajz tanár
- Hattyúdal (1963)
- Meztelen diplomata (1963) – Warren úr
- Párbeszéd (1963) – Kovalik
- Tücsök (1963) – Bányász
- Új Gilgames (1963) – Nyíri Jani
- A kőszívű ember fiai 1-2. (1964) – Mihály mester, csizmadia
- Álmodozások kora (1964) – Zsoldos úr
- Már nem olyan időket élünk (1964) – Kolozsi
- Miért rosszak a magyar filmek? (1964) – Házmester
- Mit csinált felséged 3-tól 5-ig? (1964) – Császári követ
- Özvegy menyasszonyok (1964) – Kalocsai Pál
- Az orvos halála (1965) – Söpkér
- Butaságom története (1965) – Kati papája
- Különös házasság (1965)
- Tízezer nap (1965) – Balogh
- Utószezon (1966) – Sodits
- Egy szerelem három éjszakája (1967)
- A beszélő köntös (1968) – Paraszt
- Az utolsó kör (1968) – Zugeladó
- Egri csillagok 1-2. (1968) – Szerzetes
- Isten hozta, őrnagy úr! (1969) – Sóskúti, gépész
- A halhatatlan légiós, akit csak péhovárdnak hívtak (1970) – Podvinecz marsall
- Csak egy telefon (1970) – A pedellus
- Utazás a koponyám körül (1970) – Archimedes, ember az automatában
- Nyulak a ruhatárban (1971) – Bíró
- Lila akác (1972) – Lendvay, főszerkesztő
- Egy srác fehér lovon (1973) – Apa
- Keménykalap és krumpliorr (1973) – Öregember
- Égigérő fű (1979) – Poldi bácsi

### Rövidfilmek
- Böske (1955)
- Jól megjárta (1956)
- Véletlen? (1956)
- Kopog a fehér bot (1957) – Öreg úr
- Gebék és paripák (1959) – Sajti, Gábor
- Májusi dal (1959)
- Pesti utcán (1960)
- Sínek között (1962)
- Dióbél királyfi (1963; rövid rajz-játékfilm) – Nevenincs király (hang)
- Csoszogi, az öreg suszter (1973; tévéfilm) – Csoszogi, az öreg suszter

### Tévéfilmek
- A tartalékos vőlegény (1959) – Kovács
- Az utolsó kilométer (1959) – Pedellus
- Nő a barakkban (1960) – Krall
- Rómeó, Júlia és a sötétség (1960) – Apa
- Mindenki gyanús (1961) – Demecs Sándor
- Állandó lakhelye nincs (1962) – Öregapó
- Epeios akció (1962) – Kereskedő
- Ordasok között (1962)
- A lóvátett város (1963) – Éjjeliõr
- Az attasé lánya (1963) – Stotz
- Ezer év (1963) – Bencsik József
- Menyegző (1963) – Hoffer úr
- Prakovszky, a siket kovács (1963) – Gáll uzsorás
- Rendszáma ismeretlen (1963)
- A pénztárca (1964) – Rongyos János koldus
- Karácsonyi ének (1964) – Jacob Marley szelleme
- Mátyás király Debrecenben (1965) – Ollós mester
- Példázat: Karácsonyi vásár (1965) – Domokos
- Csicsóka és a moszkitók (1966) – Csősz
- Hétköznapi történet (1966)
- Kakuk Marci nagy szerencséje (1966) – Méltóságos
- A postaláda (1967) – Polgármester
- A nagy kombinátor (1967)
- Egy, kettő, három (1967)
- Körözés egy csütörtök körül (1967)[8] – Bosnyák
- Kutyaszerencse (1967)
- Mocorgó (1967) – Az ószeres
- Ninocska, avagy azok az átkozott férfiak (1967)
- Rémusz bácsi meséi (1967; bábfilmsorozat) – Teknős apó (hang)
- A két csaló (1968) – Újságárus
- A második lövés (1968)
- Az írnokok kálváriája (1968)
- Az utolsó kör (1968)
- Bors I. (1968) – Sandri bácsi, öreg hadifogoly
- Kincskereső kisködmön 1-6. (1968) – Küsmödi
- Mennyei pokoljárás (1968) – Makula
- A revizor (1969)
- Az arany meg az asszony (1969)
- A rumra cserélt feleség (1970)
- Az utolsó ítélet (1970)
- Házasodj, Ausztria! (1970) – Ferenc császár
- Igéző (1970)
- Kéktiszta szerelem (1970)
- Pesti erkölcsök (1970) – Szabó
- Pokróc az ablakon (1970)
- Sose fagyunk meg! (1970) – Kontár Dezső
- Tévedni isteni dolog (1970)
- A fekete város 1-7. (1971 [1972 mozifilmként]) – Mauks, lőcsei szenátor
- A legutolsó (1971)
- Áradat (1971) – Károly bácsdi
- Frakk, a macskák réme I-II. (1971-1972; papírkivágásos sorozat) – Károly bácsi (hang)
- Váratlan találkozások (1971) – Öreg
- A Stomfay család (1972)
- A tűz balladája (1972) – Didergő
- Világló éjszaka (1972)
- 12 egy tucat (1973) – Reinakker Károly
- A nagy üzlet (1973) – Harvard
- A Palacsintás király 1-2. (1973) – Ákom-Bákom udvari tudós
- Alvilági játékok (1973)
- Az ember melegségre vágyik (1973) – Löwenstein tanár úr
- Az ezeregyedik kilométer (1973) – Keserű Antal
- Keménykalap és krumpliorr 1-4. (1973 [1978 mozifilmként]) – Öregember
- Megtörtént bűnügyek 1-3. (1973; tévésorozat) Gyilkosság Budán című része – Hollai
- Sólyom a sasfészekben 1-4. (1973) – Jáky Ernő vitéz
- Gúnyos mosoly (1974) – Professzor
- Ida regénye (1974) – Herceg
- Vacsora a hadiszálláson (1974) – Bényei
- Volpone (1974) – Bíró
- A tolvaj és a bírák (1975)
- Muzsika az éjszakában (1975)
- Ügyes ügyek (1975)

## Szinkronszerepei

### Filmek
| Év   | Cím                                                                 | Szereplő                                         | Színész               | Szinkron év |
| ---- | ------------------------------------------------------------------- | ------------------------------------------------ | --------------------- | ----------- |
| 1936 | César                                                               | Felicien Venelle, az orvos                       | Édouard Delmont       | 1974        |
| 1937 | A dublőz                                                            | Tom Potts                                        | Jack Carson           | 1979        |
| 1938 | Viborgi városrész                                                   | N/A                                              | N/A                   | 1952        |
| 1943 | Tovaris P                                                           | N/A                                              | N/A                   | 1970        |
| 1944 | A hetedik kereszt (1. magyar szinkron)                              | Poldi Schlamm                                    | Felix Bressart        | 1959        |
| 1944 | Holnap történt                                                      | Pop Benson                                       | John Philliber        | 1966        |
| 1946 | Fiam, a tanár úr                                                    | N/A                                              | N/A                   | 1955        |
| 1946 | Még öt perc az élet                                                 | N/A                                              | N/A                   | 1976        |
| 1947 | Utazás sok meglepetéssel                                            | Piuff papa                                       | Jean Sinoël           | 1972        |
| 1948 | Macbeth                                                             | N/A                                              | N/A                   | 1964        |
| 1951 | A sorompók lezárulnak (1. magyar szinkron)                          | Umberto Domenico Ferrari                         | Carlo Battisti        | 1978        |
| 1951 | Uraim, beszállni!                                                   | N/A                                              | N/A                   | 1964        |
| 1952 | Pickwick Klub                                                       | N/A                                              | N/A                   | 1965        |
| 1952 | Római lányok                                                        | A Tanár úr, aki a történetet elmeséli (hang)     | Giorgio Bassani       | 1955        |
| 1953 | Isten hozta, Mr. Marshall!                                          | N/A                                              | N/A                   | 1955        |
| 1953 | Két hektár föld                                                     | Öreg riksakuli                                   | Nasir Hussain         | 1954        |
| 1953 | Vágyakozás (1. magyar szinkron)                                     | Pap                                              | Arturo Soto Rangel    | 1972        |
| 1954 | Halló, itt Gabriella!                                               | Lovag                                            | Turi Pandolfini       | 1956        |
| 1954 | Özönvíz előtt                                                       | ?                                                | ?                     | 1955        |
| 1954 | Szegény szerelmesek krónikája (1. magyar szinkron)                  | N/A                                              | N/A                   | 1956        |
| 1955 | A Rumjancev-ügy (1. magyar szinkron)                                | Shmjiglo                                         | Viktor Csekmarjov     | 1956        |
| 1955 | Csalók                                                              | N/A                                              | N/A                   | 1969        |
| 1955 | Szökevények                                                         | Főhadnagy                                        | François Darbon       | 1956        |
| 1956 | A siker útján                                                       | Nivolsky professzor                              | Grigorij Belov        | 1957        |
| 1956 | Svejk, a derék katona                                               | N/A                                              | N/A                   | 1957        |
| 1957 | Csendes Don (1. magyar szinkron)                                    | Szaska apó                                       | Dmitrij Kapka         | 1958        |
| 1957 | Férjek a városban                                                   | Giacinto professzor                              | Nino Taranto          | 1965        |
| 1957 | Jeanne Eagels                                                       | N/A                                              | N/A                   | 1968        |
| 1957 | Svejk, a derék katona 2.                                            | Csavargó                                         | Alois Dvorský         | 1958        |
| 1957 | Tizenkét dühös ember (2. magyar szinkron)                           | Kilencedik esküdt                                | Joseph Sweeney        | 1965        |
| 1958 | Csodagyerekek                                                       | N/A                                              | N/A                   | 1959        |
| 1958 | Fekete szem éjszakája                                               | Grand Robert                                     | Julien Carette        | 1958        |
| 1958 | Feltámadás                                                          | N/A                                              | N/A                   | 1960        |
| 1958 | Játék és álom                                                       | N/A                                              | N/A                   | 1959        |
| 1958 | Kigyúlnak a fények                                                  | Nyikolcev professzor                             | Alekszandr Szokolov   | 1959        |
| 1958 | Ördögi találmány                                                    | N/A                                              | N/A                   | 1958        |
| 1958 | Rendszáma H-8                                                       | N/A                                              | N/A                   | 1959        |
| 1958 | Távoli partokon                                                     | Mazelli                                          | Andrej Fajt           | 1959        |
| 1959 | Foma Gorgyejev (első-két magyar szinkron)                           | N/A                                              | N/A                   | 1960        |
| 1959 | Foma Gorgyejev (első-két magyar szinkron)                           | Jakov Majakin                                    | Pavel Taraszov        | 1974        |
| 1960 | Az édes élet                                                        | N/A                                              | N/A                   | 1972        |
| 1960 | Feltámadás                                                          | N/A                                              | N/A                   | 1962        |
| 1960 | Holnap felnőtt leszek                                               | N/A                                              | N/A                   | 1961        |
| 1960 | Iskolatársak voltunk                                                | N/A                                              | N/A                   | 1961        |
| 1960 | Ordasok között                                                      | Kubis                                            | Borisz Dmohovszkij    | 1963        |
| 1961 | A megszökött falu                                                   | N/A                                              | N/A                   | 1961        |
| 1961 | A világ minden aranya (1. magyar szinkron)                          | Dumont                                           | Bourvil               | 1962        |
| 1961 | Auguste                                                             | N/A                                              | N/A                   | 1965        |
| 1961 | Az áldozat közbeszól                                                | Batzer felügyelő                                 | Hans Hardt-Hardtloff  | 1963        |
| 1961 | Két élet                                                            | N/A                                              | N/A                   | 1961        |
| 1962 | A rendőrfelügyelő (1. magyar szinkron)                              | Polidori tizedes                                 | Andrea De Pino        | 1963        |
| 1962 | A tárgyalás (1. magyar szinkron)                                    | Trowman                                          | Roland Culver         | 1964        |
| 1962 | Cartouche                                                           | A marsall                                        | Lucien Raimbourg      | 1970        |
| 1962 | Torreádor-keringő (1. magyar szinkron)                              | N/A                                              | N/A                   | 1966        |
| 1963 | A sárga kocsi                                                       | N/A                                              | N/A                   | 1969        |
| 1963 | Álomjáték                                                           | N/A                                              | N/A                   | 1968        |
| 1963 | Hol a tábornok?                                                     | Ernst von Falkenberg tábornok                    | Stanisław Milski      | 1964        |
| 1964 | Becket                                                              | VII. Lajos francia király                        | John Gielgud          | 1972        |
| 1964 | Bűntény a művészpanzióban                                           | Ulf, a bohóc                                     | Herwart Grosse        | 1965        |
| 1964 | Csintamánok                                                         | Dr. Bimbal                                       | František Filipovský  | 1967        |
| 1964 | Folytassa, Kleo! (1. magyar szinkron)                               | N/A                                              | N/A                   | 1965        |
| 1964 | Jean-Marc, avagy a házasélet                                        | N/A                                              | N/A                   | 1972        |
| 1964 | Katharina Knie                                                      | Julius Schmittolini                              | Ernst Ehlert          | 1967        |
| 1964 | Kék csésze                                                          | N/A                                              | N/A                   | 1967        |
| 1965 | A hős, aki fél                                                      | Hofmánek osztályvezető                           | Ladislav Pešek        | 1966        |
| 1965 | Falstaff (2. magyar szinkron)                                       | N/A                                              | N/A                   | 1979        |
| 1966 | A mester                                                            | Színész                                          | Janusz Warnecki       | 1968        |
| 1966 | Folytassa, cowboy! (1. magyar szinkron)                             | Sam Houston                                      | Sydney Bromley        | 1966        |
| 1967 | A Saturnus nem válaszol                                             | N/A                                              | N/A                   | 1968        |
| 1967 | Férj az ágy alatt                                                   | Férj az ágy alatt                                | Roman Wilhelmi        | 1969        |
| 1967 | Kortársaink                                                         | Nyitocskin professzor                            | Nyikolaj Plotnyikov   | 1968        |
| 1967 | Mindketten nagyon öregek                                            | Adolf                                            | Kazimierz Opaliński   | 1971        |
| 1967 | Nem születtünk katonának                                            | Kuzmics                                          | Alekszandr Plotnyikov | 1970        |
| 1967 | Nemsokára itt a tavasz                                              | N/A                                              | N/A                   | 1969        |
| 1967 | Tűz van, babám!                                                     | Josef                                            | Josef Kolb            | 1968        |
| 1968 | A bábu                                                              | ?                                                | ?                     | 1969        |
| 1968 | Heroin                                                              | Doboka                                           | Peter Sturm           | 1968        |
| 1968 | Ölj meg, csak csókolj!                                              | Munkaközvetítő                                   | Checco Durante        | 1969        |
| 1970 | Egy pillanat szabadság                                              | Staretza                                         | Dimitar Panov         | 1973        |
| 1970 | Halálos tévedés                                                     | Mitch Chandler                                   | Hans Klering          | 1970        |
| 1970 | Koncert szólópisztolyra (1. magyar szinkron)                        | N/A                                              | N/A                   | 1974        |
| 1970 | Uram, Ön özvegyasszony lesz!                                        | XV. Oscar király                                 | Frantisek Filipovský  | 1971        |
| 1970 | Van aki megteszi, van aki nem                                       | Henry Russell, a mókamester                      | Wilfrid Brambell      | 1971        |
| 1970 | Ványa bácsi                                                         | Alekszandra Vladimirovics Serebrjakov professzor | Vlagyimir Zelgyin     | 1972        |
| 1971 | A siker lovagjai                                                    | Nikolaj Grigorevics Maltszev                     | Eraszt Garin          | 1972        |
| 1971 | Fennakadva a fán (1. magyar szinkron)                               | Jean-Marie, a pap                                | Roland Armontel       | 1975        |
| 1971 | Ha nekem puskám lenne                                               | N/A                                              | N/A                   | 1972        |
| 1971 | Hideg pulyka (1. magyar szinkron)                                   | N/A                                              | N/A                   | 1973        |
| 1971 | Kispolgárok                                                         | Percsihin                                        | Nyikolaj Trofimov     | 1975        |
| 1971 | Koldus és királyfi                                                  | N/A                                              | N/A                   | 1972        |
| 1971 | Macbeth                                                             | Kapuőr                                           | Sydney Bromley        | 1973        |
| 1971 | Minden lében két kanál – 5. rész: Vezércsel (1. magyar szinkron)    | N/A                                              | N/A                   | 1972        |
| 1972 | Az Olsen-banda 04.: Az Olsen banda nagy fogása (1. magyar szinkron) | Victor Emmanuel „Király                          | Arthur Jensen         | 1974        |
| 1972 | Öreg hangászok                                                      | Szosza                                           | Buhutyi Zakariadze    | 1976        |
| 1972 | Tecumseh                                                            | N/A                                              | N/A                   | 1973        |
| 1973 | A királynő nehéz napja (1. magyar szinkron)                         | Múzeumőr                                         | N/A                   | 1975        |
| 1973 | Felismerés                                                          | N/A                                              | N/A                   | 1976        |
| 1975 | Gyémánt-akció                                                       | N/A                                              | N/A                   | 1977        |
| 1978 | Konvoj                                                              | Vén sárkánygyík                                  | Bill Coontz           | 1979        |
| 1978 | Nick Carter, a szuperdetektív                                       | Albín Bocek professzor                           | Ladislav Pešek        | 1979        |

### Sorozatok
| Év   | Cím                                                      | Szereplő                      | Színész          | Szinkron év |
| ---- | -------------------------------------------------------- | ----------------------------- | ---------------- | ----------- |
| 1961 | Frédi és Béni II. (rajzfilmsorozat) (1. magyar szinkron) | Kőgazdag (Gida) Gedeon (hang) | Hal Smith        | 1971        |
| 1961 | Maigret felügyelő II.                                    | Lognon felügyelő              | Henry Oscar      | 1970        |
| 1967 | A Forsyte Saga                                           | Mr. Justice Bentham           | Julian D’Albie   | 1970        |
| 1971 | Arsène Lupin I.                                          | Dr. Fisher                    | Louis Arbessier  | 1973        |
| 1971 | Arsène Lupin I.                                          | Báró                          | Jacques Mauclair | 1973        |

## Hangjátékok
- Tank, Herbert: A 49. Hosszúsági fokon (1952)
- Vészi Endre: A vashuta emberei (1952)
- Kristóf Károly: Szép juhászné (1954)
- Jean-Paul Sartre: A főbelövendők klubja (1955)
- Karinthy Ferenc: Ezer év (1956)
- Oktave Mirbeau: A pénztárca (1957)
- Jaroslav Hasek: A Safranek-hagyaték (1958)
- Lovik Károly: Az aranypolgár (1958)
- Bozó László: Furfangos Dalila (1959)
- Illés Endre: Hazugok (1959)
- Illés Endre: A zsaroló (1959)
- Sándor István: Kölcsey (1960)
- André Stil: Két kő között (1961)
- Bajor Andor: Cincogó Felicián (1961)
- Fésűs Éva: A kíváncsi királykisasszony (1962)
- Flesarowa-Muskat, Stanislawa: Menekülés (1962)
- Gál Zsuzsa: Vaszilij herceg (1962)
- Opitz, Karlludvig: A bomba (1962)
- Rozov, Viktor: A-B-C-D... (1962)
- Neményi Kázmér: Mosolygó Itália (1963)
- Aziz Neszin: Fölfedezem Törökországot (1964)
- Wolfgang Hildesheimer: Bartschedel feltalálása (1964)
- Dino Buzzati: Hét emelet (1964)
- Harold Pinter: Az étellift (1964)
- Thackeray: A hiúság vására (1964)
- Arisztophanész: Az akharnaibeliek (1965)
- Bertold Brecht: A vágóhidak Szent Johannája (1965)
- Kántor Zsuzsa: "Csalánba nem üt a mennykő" (1965)
- Mándy Iván: Rajzold fel Kávés Katicát! (1965)
- Művészpályám - Bikádi György visszaemlékezése (1965)
- Shakespeare: Szentivánéji álom (1965)
- Sipos Tamás: A döntő gól (1965)
- Gellért Endre: A felső tízezer (1967)
- Hárs László: Elveszett a varázsgyűrű (1967)
- Hunyady Sándor: Nemes fém (1967)
- Mihail Solohov: Csendes Don (1967)
- Momo Kapor: Álomhinta (1967)
- Vészi Endre: Passzív állomány (1967)
- Bozó László: Gyilkosság a sztriptízbárban (1968)
- Habukki, Zaid: A csodatevő mágus (1968)
- Rejtő Jenő: Barbara tejbár (1968)
- Kopányi György: Idézés elhunytaknak (1969)
- Tom Stoppard: Albert hídja (1969)
- Remenyik Zsigmond: Jordán Elemér első hete a túlvilágon (1970)
- Szegedi Lőrintz: Theophania (1971)
- Pausztovszkij: Útközben (1973)
- Örkény István: Tóték (1974)
- Szabó Magda: Tündér Lala (1974)
- Galgóczi Erzsébet: Nyári gyakorlat (1975)
- Mándy Iván: Ha köztünk vagy, Holman Endre (1975)
- Szakonyi Károly: Portások (1975)
- Daphnisz és Chloé (1978)
- Tarbay Ede: A mozgólépcső vándorai (1979)

## Díjai, elismerései
- Jászai Mari-díj (1957)
- Kossuth-díj (1958)
- Érdemes művész (1965)
- Kiváló művész (1973)